# Hipismo nos Jogos Asiáticos de 2022
As provas de hipismo dos Jogos Asiáticos de 2022 realizaram-se entre os dias de 26 de setembro e 6 de outubro de 2023, no Centro Equestre de Tonglu, no condado de Tonglu [en], na China, e consistiram em três provas, que incluíram Saltos de Obstáculos, Dressage e Provas.

## Cronograma
| ● | Round | ● | Última rodada | Q | Classificação | F | Final |

| Evento↓/Data →           | 26 Ter | 27 Qua | 28 Qui | 29 Sex | 30 Sáb | 1 Dom | 2 Seg | 3 Ter | 4 Qua | 4 Qua | 5 Qui | 6 Sex |
| ------------------------ | ------ | ------ | ------ | ------ | ------ | ----- | ----- | ----- | ----- | ----- | ----- | ----- |
| Adestramento individual  | Q      | Q      | F      |        |        |       |       |       |       |       |       |       |
| Adestramento por equipes | F      |        |        |        |        |       |       |       |       |       |       |       |
| CCE individual           |        |        |        |        | ●      | ●     | ●     |       |       |       |       |       |
| CCE por equipes          |        |        |        |        | ●      | ●     | ●     |       |       |       |       |       |
| Saltos individual        |        |        |        |        |        |       |       | Q     | Q     | Q     |       | F     |
| Saltos por equipes       |        |        |        |        |        |       |       | Q     | Q     | F     |       |       |

## Medalhistas
| Evento                   | Ouro                                                                                                  | Prata                                                                                      | Bronze |
| ------------------------ | --- | ------------------------------------------------------------------------------------------ | --- |
| Adestramento individual  | Qabil Ambak MAS Malásia                                                                               | Jacqueline Siu HKG Hong Kong                                                               | Anush Agarwalla IND Índia                                                                                          |
| Adestramento por equipes | IND Índia Anush Agarwalla Divyakirti Singh Hriday Chheda Sudipti Hajela                               | CHN China Huang Zhuoqin Lan Chao Rao Jiayi                                                 | HKG Hong Kong Samantha Grace Chan Annie Ho Yuen-yan Jacqueline Siu                                                 |
| CCE individual           | Hua Tian CHN China                                                                                    | Korntawat Samran THA Tailândia                                                             | Kazuhiro Yoshizawa JPN Japão                                                                                       |
| CCE por equipes          | CHN China Bao Yingfeng Hua Tian Liang Ruiji Sun Huadong                                               | JPN Japão Kenta Hiranaga Shoto Kusumoto Yusuke Nakajima Kazuhiro Yoshizawa                 | THA Tailândia Supap Khaw-Ngam Preecha Khunjan Weerapat Pitakanonda Korntawat Samran                                |
| Saltos individual        | Abdullah Al-Sharbatly KSA Arábia Saudita                                                              | Omar Al Marzouqi UAE Emirados Árabes Unidos                                                | Abdullah Mohd Al Marri UAE Emirados Árabes Unidos                                                                  |
| Saltos por equipes       | KSA Arábia Saudita Ramzy Al Duhami Meshal Alhumaidi Alharbi Abdulrahman Alrajhi Abdullah Al-Sharbatly | QAT Catar Faleh Suwead Al Ajami Rashid Towaim Ali Al Marri Khalifa Al Thani Basem Mohammed | UAE Emirados Árabes Unidos Mohammed Ghanem Al Hajri Omar Al Marzouqi Abdullah Mohd Al Marri Salim Ahmed Al Suwaidi |

## Nações participantes
Os países que competiram nos eventos de hipismo nos Jogos Asiáticos de 2022:
- CHN China (11)
- HKG Hong Kong (9)
- INA Indonésia (1)
- IND Índia (10)
- IRI Irã (4)
- JPN Japão (11)
- KOR Coreia do Sul (9)
- KSA Arábia Saudita (8)
- KUW Kuwait (4)
- MAS Malásia (2)
- PHI Filipinas (1)
- QAT Catar (8)
- SGP Singapura (4)
- SYR Síria (2)
- THA Tailândia (9)
- TPE Taipé Chinês (8)
- UAE Emirados Árabes Unidos (8)
- UZB Uzbequistão (6)

## Tabela de medalhas
| Pos.               | País                         | Ouro | Prata | Bronze | Total |
| ------------------ | ---------------------------- | ---- | ----- | ------ | ----- |
| 1                  | China (CHN)                  | 2    | 1     | 0      | 3     |
| 2                  | Arábia Saudita (KSA)         | 2    | 0     | 0      | 2     |
| 3                  | Índia (IND)                  | 1    | 0     | 1      | 2     |
| 4                  | Malásia (MAS)                | 1    | 0     | 0      | 1     |
| 5                  | Emirados Árabes Unidos (UAE) | 0    | 1     | 2      | 3     |
| 6                  | Hong Kong (HKG)              | 0    | 1     | 1      | 2     |
| 6                  | Japão (JPN)                  | 0    | 1     | 1      | 2     |
| 6                  | Tailândia (THA)              | 0    | 1     | 1      | 2     |
| 9                  | Catar (QAT)                  | 0    | 1     | 0      | 1     |
| Total (9 entradas) | Total (9 entradas)           | 6    | 6     | 6      | 18    |